# 落合伸治
落合 伸治（おちあい しんじ、1967年10月8日 - ）は、日本の実業家、チームラボ株式会社アメリカ法人CEO。父はバンリグループ詐欺事件により逮捕・起訴された落合文太郎。

## 経歴
1986年、東京都立武蔵高等学校卒業。1992年、駒澤大学法学部卒業。

### 実業家として
父・文太郎の人脈を生かして1990年代から2000年代にかけてノンバンク（消費者金融の資金元である卸金融業者）、オレガ株式会社を経営。2003年、社団法人東京青年会議所（東京JC）が第一ホテル東京で開催した例会で、木村剛が「20億円集めれば銀行をすぐに作れる。」と発言したことをきっかけに新銀行設立準備に取り掛かる。同年に準備会社として日本振興銀行（中小新興企業融資企画株式会社）を創業するも、設立資金を用意出来なかった他、共同発起人の木村剛からオレガ時代の旧東京相和銀行による不正な迂回融資、キャッツを巡る株価操縦事件、反社会的勢力との関係を指摘されるなどして最終的に懲戒解雇された。2005年よりオックス情報（後にオックスホールディングスに変更）代表取締役社長に就任。この間、2006年及び2007年の第三者割当増資、キャスコへの背任的投資など同社のハコ企業化が進行（最終的に同社は2009年に上場廃止）、また、虚偽の発表、後に発覚するインサイダー取引など不適切な行為を繰り返し、落合は同社より懲戒処分の後解任された。同社を巡っては2011年には同社株に関わる株価操縦容疑で黒木正博、菅原潮らが東京地検に告発され、菅原については2006年8月に同社経営陣より情報を得てインサイダー取引を行った容疑で別途課徴金を課された。
2007年に「暴力団に命を狙われている」との言葉を残し複数の実業家の他、藤田商店、千代田国際SOなどから多額の資産を持ち逃げ・横領の上失踪、後にアメリカ本土に移住していることが判明した。現在はチームラボ社のアメリカ法人CEOを務めている。

## 関係する人物
- 木村剛 - 日本振興銀行共同発起人。
- 平将明 - 日本振興銀行共同発起人。
- 松尾隆 - 金融ブローカー、オレガ・日本振興銀行時代のブレーン。
- 河野博晶 - 金融ブローカー、オレガ・日本振興銀行時代のブレーン。
- 黒木正博 - 金融ブローカー、オックスホールディングスの不祥事に落合と共に関与。
- 菅原潮 - 山口組系暴力団元組長、オックスホールディングスの不祥事に落合と共に関与。
- 猪子寿之 - チームラボ株式会社代表取締役、現在のビジネスパートナー。